# William Cavendish (6e duc de Devonshire)
Pour les articles homonymes, voir William Cavendish.
William George Spencer Cavendish, 6e duc de Devonshire (21 mai 1790 – 18 janvier 1858) titré « marquis de Hartington » (entre 1790 et 1811) est un homme politique et pair britannique.

## Biographie

### Jeunesse et formation
Né à Paris, il est le fils de William Cavendish, 5e duc de Devonshire, et de Georgiana Cavendish, sœur de John Spencer, premier comte du nom. Il se forma à Harrow School puis au Trinity College de Cambridge. Sa mère meurt en 1806 et en 1811, la mort de son père le fait duc de Devonshire à 21 ans. Il hérite avec ce titre de huit châteaux et de 200 000 arpents de terre (soit 809 km2 ou 80 900 ha). Il s'attache à embellir ses demeures et ses jardins (sans compter la reconstruction du village d'Edensor) et voyagea beaucoup.

### Carrière politique

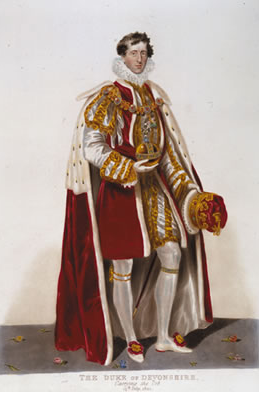
Le duc portant l'orbe lors du sacre de George IV en 1821.

Politiquement, William Cavendish se conforme à la tradition whig de sa famille. Il soutient l'émancipation des catholiques, l'abolition de l'esclavage et la réduction du temps de travail dans les usines. Il remplit les fonctions de Lord chambellan du roi George IV, de 1827 à 1828, dans les gouvernements de George Canning et Frederick John Robinson, puis de son successeur Guillaume IV, dans les gouvernements de Charles Grey et de William Lamb, entre 1830 et 1834. En 1827, il est fait membre du Conseil privé et chevalier de la Jarretière.
Il est nommé ambassadeur extraordinaire auprès de l'Empire russe en 1826, lors du sacre de Nicolas Ier dont il est un proche[réf. nécessaire]. Il est aussi Lord Lieutenant du Derbyshire, de 1811 à 1858, et porte l'orbe lors du sacre de George IV, en 1821. Cependant une surdité précoce, quoique progressive, l'empêche de prendre une part encore plus grande dans la vie publique.

## Vie privée
Outre le Régent, futur George IV, William Cavendish compte parmi ses amis Antonio Canova, Charles Dickens et l'empereur Pierre Ier du Brésil, qui lui offre une gemme prodigieuse, l'émeraude Devonshire[réf. nécessaire]. Il sympathise avec Joseph Paxton, alors employé par la Royal Horticultural Society aux jardins de Chiswick, non loin de Chiswick House, la résidence londonienne du duc. Celui-ci le nomme en 1826 chef jardinier de Chatsworth House, bien que Paxton n'eût guère plus de vingt ans. Le jeune homme étend considérablement les jardins de Chatsworth, où il fait construire la grande serre de 84 mètres de long qui sert de modèle pour le Crystal Palace de Hyde Park.

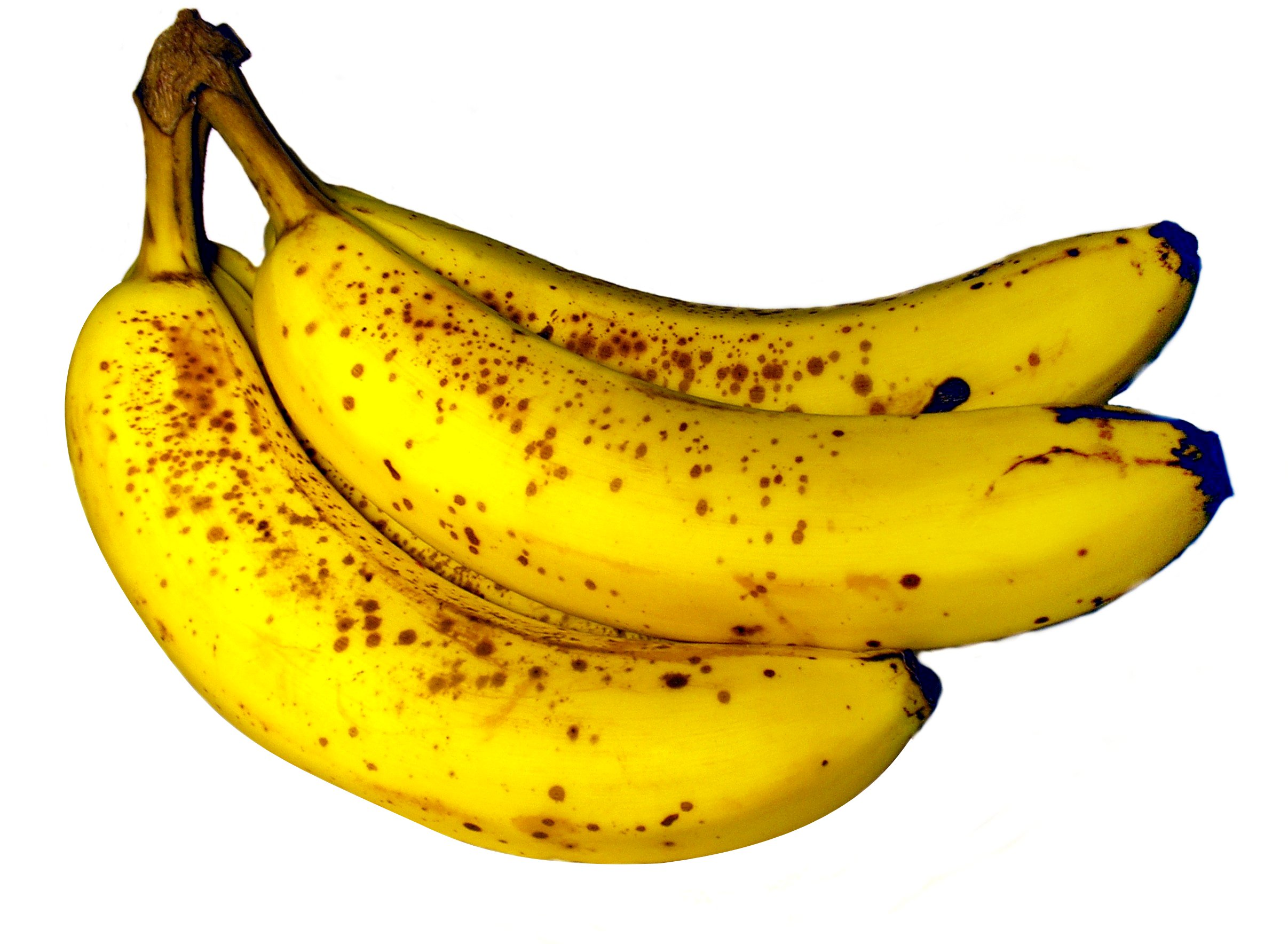
Bananes Cavendish.

William Cavendish développe un fort intérêt pour les plantes. En 1838, il est élu président de la Royal Horticultural Society. La banane Cavendish, soit 97 % de celles qui entrent aujourd'hui dans le commerce international, est baptisée ainsi en son honneur : dès 1836, il en a acquis un spécimen, qu'il fait pousser dans la grande serre de Chatsworth. Il est aussi le parrain de la Derby Town and County Museum and Natural History Society, qui fonda en 1836 le Derby Museum and Art Gallery.
Les ducs de Devonshire sont les protecteurs du prieuré de Bolton, une ancienne fondation augustinienne. En 1854, William Cavendish commande des  vitraux à Augustus Pugin, célèbre pour ses réalisations aux Palais de Westminster, afin d'embellir les six fenêtres du mur sud.
L'essentiel de la correspondance privée du sixième duc, y compris les lettres adressées à ses maîtresses (dont l'une installée par lui à proximité), est détruit par ses héritiers, victoriens convaincus. Sa cousine Caroline Ponsonby, qu'il a projeté de prendre pour femme, épouse William Lamb, ce qui est pour lui désastreux. On dit qu'il avait demandé la main de la princesse Mary, fille de George III, mais que celle-ci préféra épouser son cousin le prince William, 2e duc de Gloucester[réf. nécessaire].
On lui prête une relation avec Lady Ann Scarisbrick, avec qui il a une fille Charlotte Marie Hunloke. Charlotte a elle-même une relation avec le mari de sa demi-sœur (Eliza), Rémy-Léon de Biaudos, Marquis de Castéja et lui donne un fils, Emmanuel futur Marquis de Castéja assurant ainsi la postérité de cette famille française. 
Cavendish est mort à Hardwick Hall, dans le Derbyshire, en janvier 1858, à l'âge de 67 ans. Comme il est resté célibataire, le titre de duc passe à son cousin William Cavendish, 2e comte de Burlington. Faute d'être repris par l'une de ses sœurs, Georgiana, comtesse de Carlisle, et Harriet, comtesse Granville, son titre de baron Clifford tombe en déshérence.
L'une de ses nièces, Blanche Howard, épouse son futur héritier, William Cavendish, 2e comte de Burlington et petit-fils de George Cavendish, lui-même 1er comte de Burlington et frère cadet du 5e duc. En conséquence leurs enfants sont à la fois petits-enfants et arrière-petits enfants du 5e duc. Lady Burlington meurt prématurément et son mari ne se remarie pas, même lorsqu'il hérite du titre en 1858[réf. nécessaire].

## Distinctions

### Décorations britanniques
- Ordre de la Jarretière (10 mai 1827)